# Гусман, Хавьер
Хавьер Гусман Колин (исп. Javier Guzmán Colin; 9 января 1945, Эль-Иго, Веракрус — 14 августа 2014, Мехико) — мексиканский футболист, участник чемпионата мира по футболу 1970 года, играл на позиции защитника. Один из успешных игроков в истории клуба «Крус Асуль», с которым выиграл 5 чемпионских титулов.

## Биография

### Клубная карьера
Гусман на протяжении большей части игровой карьеры играл за «Крус Асуль» (1965—1968, 1969—1978), в составе которого он выиграл 5 чемпионатов страны, Кубок Мексики 1969 года, 2 трофея Чемпион чемпионов Мексики, а также трижды выигрывал Кубок чемпионов КОНКАКАФ.
Гусман также играл за «УНАМ Пумас» (1968—1969) и «Веракрус» (1978—1979), который стал для него последним клубом в карьере.

### Карьера в сборной
В составе сборной Мексики сыграл во всех 4 матчах своей сборной на ЧМ-1970, где в 1/4 финале с сборной Италией отметился автоголом, а матч завершился победой итальянцев со счётом 4:1. Всего за сборную Мексики сыграл 38 матчей, в которых забил 2 гола.

### Смерть
Скончался 14 августа 2014 года в возрасте 69 лет после от сахарного диабета, от которого страдал большую часть жизни.

## Достижения
«Крус Асуль»
- Чемпион Мексики (5): 1968/69, 1970, 1971/72, 1972/73, 1973/74
- Обладатель Кубка Мексики (1): 1968/69
- Обладатель трофея Чемпион чемпионов Мексики (2): 1969, 1974
- Обладатель Кубка чемпионов КОНКАКАФ (3): 1969, 1970, 1971